# OMG What's Happening
Singles de Ava Max
Who's Laughing Now
(2020) Naked
(2020)
Clip vidéo
[vidéo] « OMG What's Happening », sur YouTube
OMG What's Happening est une chanson de la chanteuse américaine Ava Max. Elle est sortie le 3 septembre 2020 sous le label Atlantic Records en tant que septième single de son premier album Heaven & Hell. La chanson est écrite par Ava Max, Roland Spreckley, Henri Antero Salonen, Sorana Pacurar, Cirkut et Jason Gill, et produite par ces deux derniers aux côtés de Hank Solo.

## Liste de titres
| 1. | OMG What's Happening | 2:59 |

## Crédits
Crédits adaptés depuis Tidal.
- Amanda Ava Koci – voix, écriture, composition
- Henry Walter – écriture, composition, production
- Jason Gill – écriture, production
- Henri Antero Salonen – écriture, composition
- Roland Spreckley – écriture, composition
- Sorana Pacurar – écriture, composition
- Hank Solo – production
- Chris Gehringer (en) – mastérisation
- Serban Ghenea – mixage
- John Hanes – ingénieur du son

## Classements hebdomadaires
| Classements (2020)           | Meilleure position |
| ---------------------------- | ------------------ |
| Canada (Digital Songs)       | 50                 |
| Croatie (HRT)                | 70                 |
| Écosse (OCC)                 | 95                 |
| États-Unis (Digital Songs)   | 39                 |
| France (SNEP Ventes)         | 92                 |
| Hongrie (Single Top 40)      | 25                 |
| Lituanie (AGATA)             | 52                 |
| Norvège (VG-lista)           | 32                 |
| Roumanie (Airplay 100)       | 79                 |
| Suède (Sverigetopplistan)    | 72                 |
| Suisse (Schweizer Hitparade) | 65                 |
| Suisse (Charts Romandie)     | 4                  |

## Historique de sortie
| Pays      | Date             | Format                                 | Label            | Réf.   |
| --------- | ---------------- | -------------------------------------- | ---------------- | ------ |
| Divers    | 3 septembre 2020 | - Téléchargement - streaming           | Atlantic         | [ 1 ]  |
| Australie | 4 septembre 2020 | Diffusion radio (succès contemporains) | - Atlantic - WMA | [ 14 ] |